# Hàn Quốc Quang phục Quân
Hàn Quốc Quang phục Quân hay Đại Hàn Quang phục Quân được thành lập vào ngày 17 tháng 9 năm 1940 tại Trùng Khánh, Trung Hoa Dân Quốc bởi chính phủ Lâm thời Đại Hàn Dân Quốc, chỉ huy bởi các tướng Ji Cheong-cheon và Lee Beom-seok - một người anh hùng trong trận chiến Thanh Sơn Lý chống lại Đế quốc Nhật Bản đồng thời là thủ tướng tương lai của Hàn Quốc. Đây là lực lượng tiền thân của quân đội Hàn Quốc sau này.